# Tore Meinecke
Tore Meinecke (Amburgo, 21 luglio 1967) è un ex tennista tedesco.

## Carriera
In carriera ha vinto due titoli di doppio, l'Athens Open nel 1987, in coppia con Ricki Osterthun, e l'ABN AMRO World Tennis Tournament nel 1988, in coppia con Patrik Kühnen. Nei tornei del Grande Slam ha ottenuto il suo miglior risultato raggiungendo il terzo turno nel doppio all'Open di Francia nel 1987 e 1988.

## Statistiche

### Singolare

#### Finali perse (1)
| Numero | Anno           | Torneo             | Superficie  | Avversario in finale   | Punteggio |
| 1.     | 21 giugno 1987 | Athens Open, Atene | Terra rossa | Guillermo Pérez Roldán | 2-6, 3-6  |

### Doppio

#### Vittorie (2)
| Numero | Anno             | Torneo                                      | Superficie  | Compagno        | Avversari in finale             | Punteggio     |
| 1.     | 21 giugno 1987   | Athens Open, Atene                          | Terra rossa | Ricki Osterthun | Jaroslav Navrátil Tom Nijssen   | 6-2, 3-6, 6-2 |
| 2.     | 14 febbraio 1988 | ABN AMRO World Tennis Tournament, Rotterdam | Sintetico   | Patrik Kühnen   | Magnus Gustafsson Diego Nargiso | 7-6, 7-6      |

#### Finali perse (1)
| Numero | Anno             | Torneo                | Superficie | Compagno    | Avversari in finale      | Punteggio |
| 1.     | 1º febbraio 1987 | Guarujá Open, Guarujá | Cemento    | Martin Hipp | Luiz Mattar Cássio Motta | 6-7, 1-6  |